# Cyril Domoraud
Cyril Domoraud és un exfutbolista ivorià, nascut el 22 de juliol de 1971. Ocupava la posició de defensa.
Es va iniciar en equips francesos. Després de militar als modestos Créteil i Red Star, hi destaca amb el Girondins de Bordeus i especialment amb l'Olympique de Marsella. Fitxaria pels dos equips de la ciutat de Milà, i en ambdós casos seria cedit a un equip de la Ligue 1. En el cas de l'AC Milà, ni tan sols va arribar a debutar en partit oficial amb els rosso-neri.
També va militar al RCD Espanyol català i al Konyaspor turc. Els seus darrers equips, abans de retirar-se el 2008, van ser del continent africà.
Va ser internacional amb Costa d'Ivori en 51 ocasions. Hi va participar en la Copa d'Àfrica de 2006, on va ser el jugador més veterà del torneig tant per edat com per internacionalitats. També hi va jugar la Copa d'Àfrica del 2000 i el Mundial d'Alemanya 2006.